# Святополк II (князь Нитранский)
Святополк II (словац. Svätopluk, чеш. Svatopluk) — правитель Нитранского княжества в 894—906 годах, боролся за контроль над всей Великой Моравией.
Святополк II был вторым сыном Святополка I, князя Великой Моравии. После смерти Святополка I в 894 году новым князем Великой Моравии стал его старший сын Моймир II, а Святополк II получил в управление Нитранское княжество, которое было её частью. В 898 году Святополк восстал против своего брата и попытался захватить власть над всей Великой Моравией. Конфликт достиг апогея зимой 898—899 годов, когда в него вмешались баварцы. Моймир II победил баварцев и пленил Святополка II, но баварцы смогли освободить его и доставить в Восточно-Франкское королевство. 
Святополк II вернулся в Нитранское княжество в 901 году. Он, вероятнее всего, погиб в 906 году, сражаясь против угров.